# Coenotephria intercalata
Coenotephria intercalata là một loài bướm đêm trong họ Geometridae.